# Ferreruela
Ferreruela – gmina w Hiszpanii, w prowincji Zamora, w Kastylii i León, o powierzchni 94,27 km². W 2011 roku gmina liczyła 543 mieszkańców.